# Gówniak
Der Gówniak ist ein 1617 Meter hoher Berg in Polen in den Saybuscher Beskiden. Sein Name rührt daher, dass in alten Zeiten an seinen Hängen Rinder geweidet wurden, die ihre Exkremente dort hinterließen.
Der Gipfel liegt auf polnischem Staatsgebiet. Der Berg war in der Vergangenheit Grenzberg, bis 1918 zwischen Galizien und Ungarn (Orava) sowie zwischen 1939 und 1944 zwischen Deutschland und der Slowakei. Auf den alten Grenzsteinen sind daher noch die Buchstaben D und S zu sehen.
Die Hänge sind mit Bergkiefern bewachsen. Vom felsigen Gipfel erschließt sich ein weiter Panoramablick.

## Lage
Der Berg liegt im Nationalpark Babia Góra. Über den Berg verläuft die Europäische Hauptwasserscheide zwischen dem Schwarzen Meer (Donau) und der Ostsee (Weichsel). Auf den Berg führen mehrere Wanderwege, unter anderem der Beskidenhauptwanderweg.